# Вангенгейм, Феодосий Петрович
Феодосий Петрович Вангенгейм (1859—1925) — русский метеоролог.

## Биография
Феодосий Вангенгейм родился в 1859 году; старший сын Петра Яковлевича Вангенгейма.
Ещё будучи членом земской управы, много сил и времени отдавал решению вопросов сельского хозяйства. В середине 1880-х годов переехал вместе со своим братом Яковом Петровичем (отцом Георгия Вангенгейма) в имение матери с деревнями Сухой Ровец и Рогозино, находившимся в Дмитриевском уезде Курской губернии и стал первым организатором метеостанций в Курской губернии: в 1897 году он устроил в своём имении Уютное метеостанцию и образцовое опытное поле, которым руководил в течение 22 лет.
С 1919 года до самой смерти работал по опытному сельско-хозяйственному делу в НКЗеме УССР.
Им были изданы тщательно разработанные отчеты В. (совместно с JI. И. Дирбе) по Уютненскому полю («Уютненское опытное поле. Итоги работ», Курск, 1913).
Феодосий Петрович Вангенгейм умер в 1925 году.
Его сын Алексей тоже посвятил свою жизнь метеорологии (организатор и первый руководитель Бюро погоды СССР; ныне Росгидромет), но в 1937 году был приговорён по ст. 53-6 (шпионаж) «за принадлежность к буржуазно-националистической организации „Всеукраинский центральный блок“» к расстрелу (реабилитирован 23 июня 1956 года).